# Podsynówka
Podsynówka (ukr. Смолярі́) – wieś na Ukrainie w rejonie kowelskim, obwodu wołyńskiego. Liczy 170 mieszkańców.
Do 2020 w rejonie starowyżewskim.